# M14.1
Die M14.1 (kroatisch/bosnisch Magistralna cesta bzw. serbisch Магистрални пут/Magistralni put) ist eine Magistralstraße in Bosnien und Herzegowina. Sie zweigt in Draksenic von der M14 ab und führt über Gradiška, Derventa, Brod, Svilaj, Modriča, Brčko und Bijeljina nach Šepak nördlich von Zvornik.